# 金秀妍
金秀妍（韓語：김수연，1989年2月23日—），韓國女演員。

## 演出作品

### 電視劇
- 2010年：MBC《全部我的愛》飾演 秀妍（特別演出）
- 2011年：MBC every1《Real School》飾演 金秀妍
- 2011年：MBN《吸血鬼偶像》飾演 秀妍
- 2012年：SBS《信義》飾演 德祺
- 2012年：KBS《我最美麗的時候》飾演 金允兒
- 2012年：KBS《加油，金先生！》飾演 千珠熙
- 2013年：SBS《聽見你的聲音》飾演 文瞳希
- 2013年：SBS《主君的太陽》（特別演出）
- 2013年：MBC《閃耀的羅曼史》飾演 邊泰英
- 2015年：SBS《在黑色月光下》飾演 月荷
- 2015年：KBS《製作人》飾演 女子團體Pinky4成員
- 2016年：MBC《獄中花》飾演 尹信慧
- 2017年：KBS《Jugglers》飾演 靜愛的妹妹

### 電影
- 2012年：《Star：閃耀的愛》

### MV
- 2011年：金賢重《KISS KISS》
- 2012年：金聖圭《60秒》

## 外部連結
- NAVER （页面存档备份，存于）
- 金秀妍的Instagram帳戶